# Palais royal de Madrid

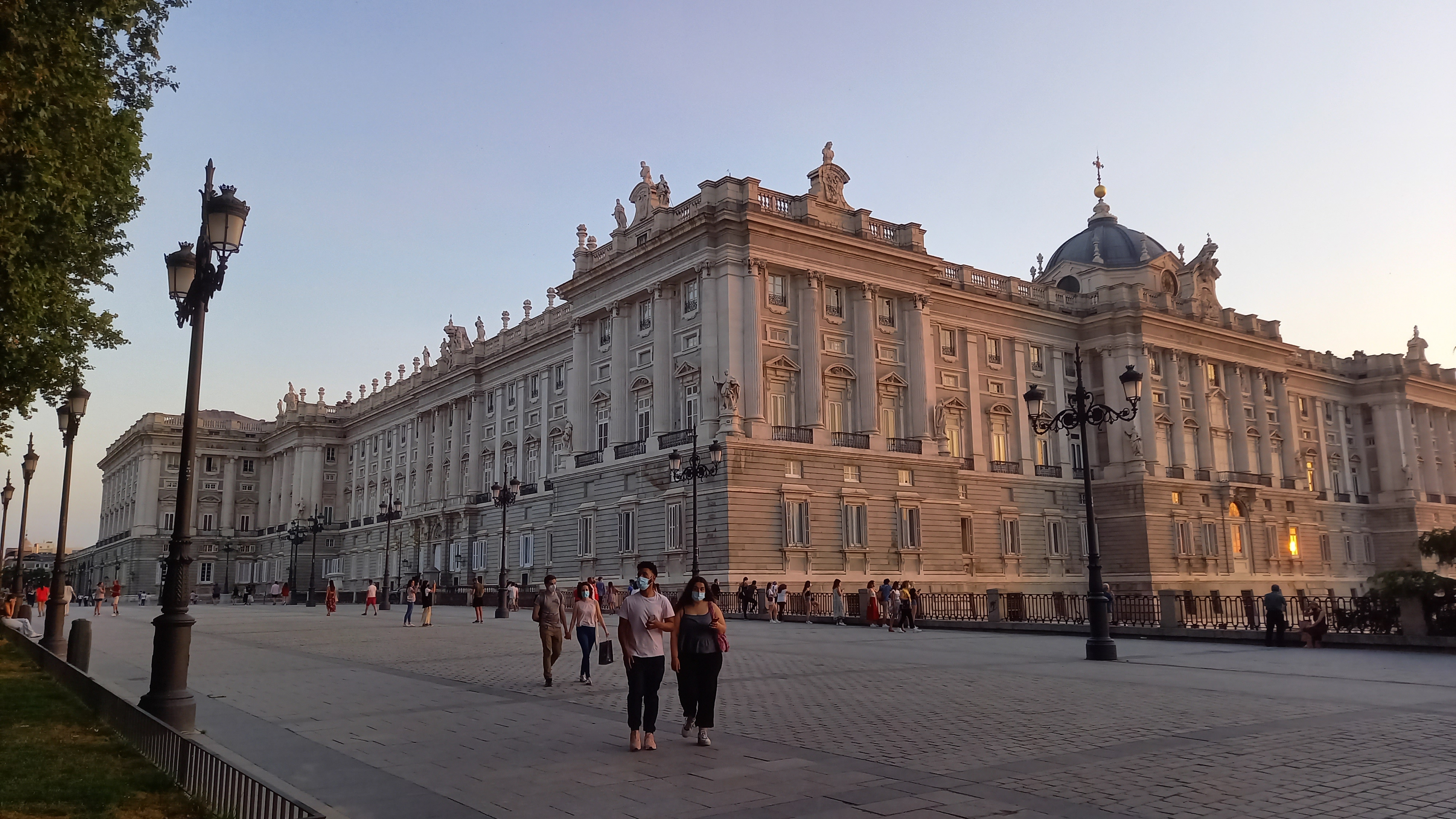
Palais Royal de Madrid à la lumière du soir.

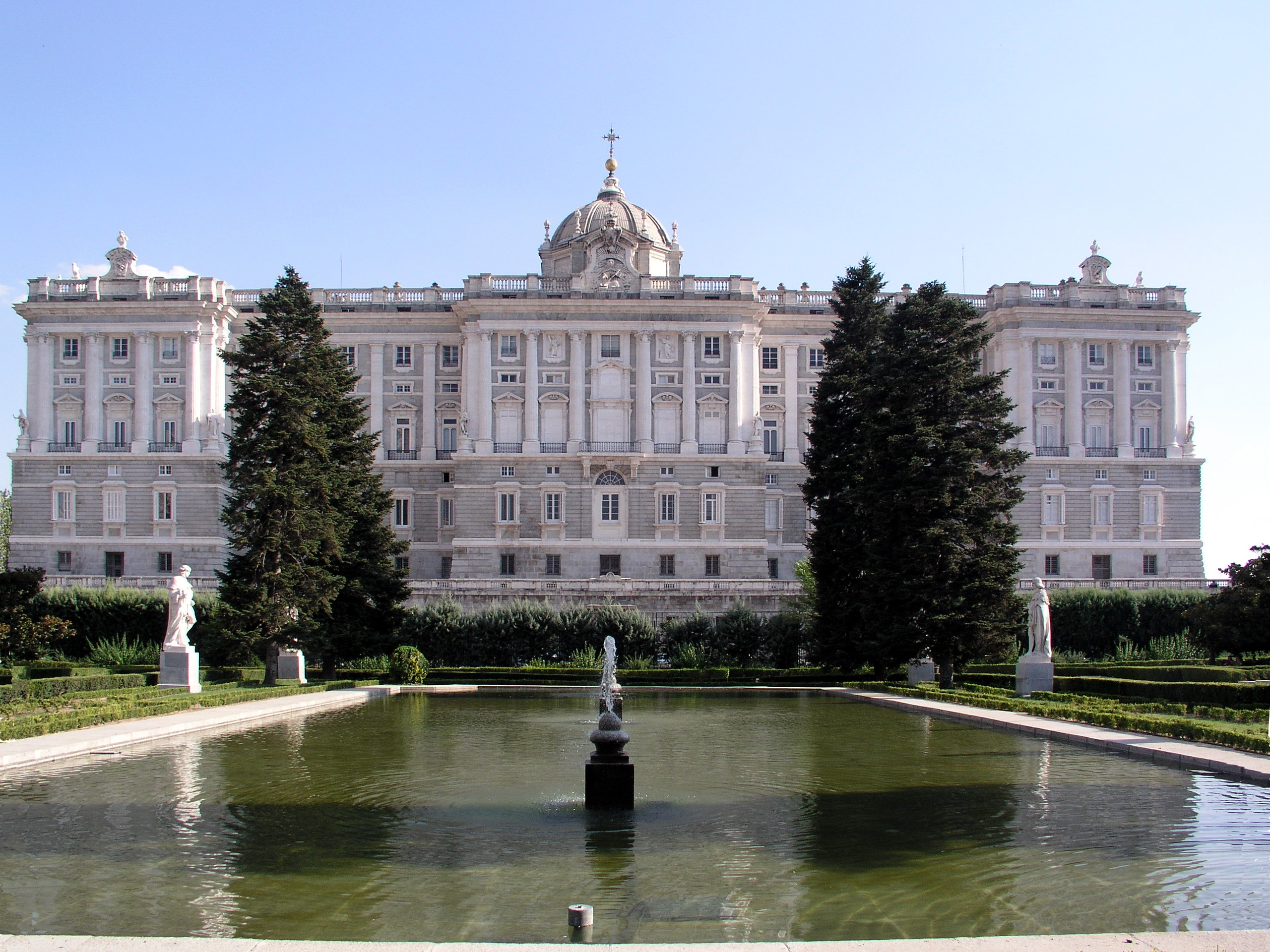
Vue de la façade nord depuis les jardins de Sabatini.

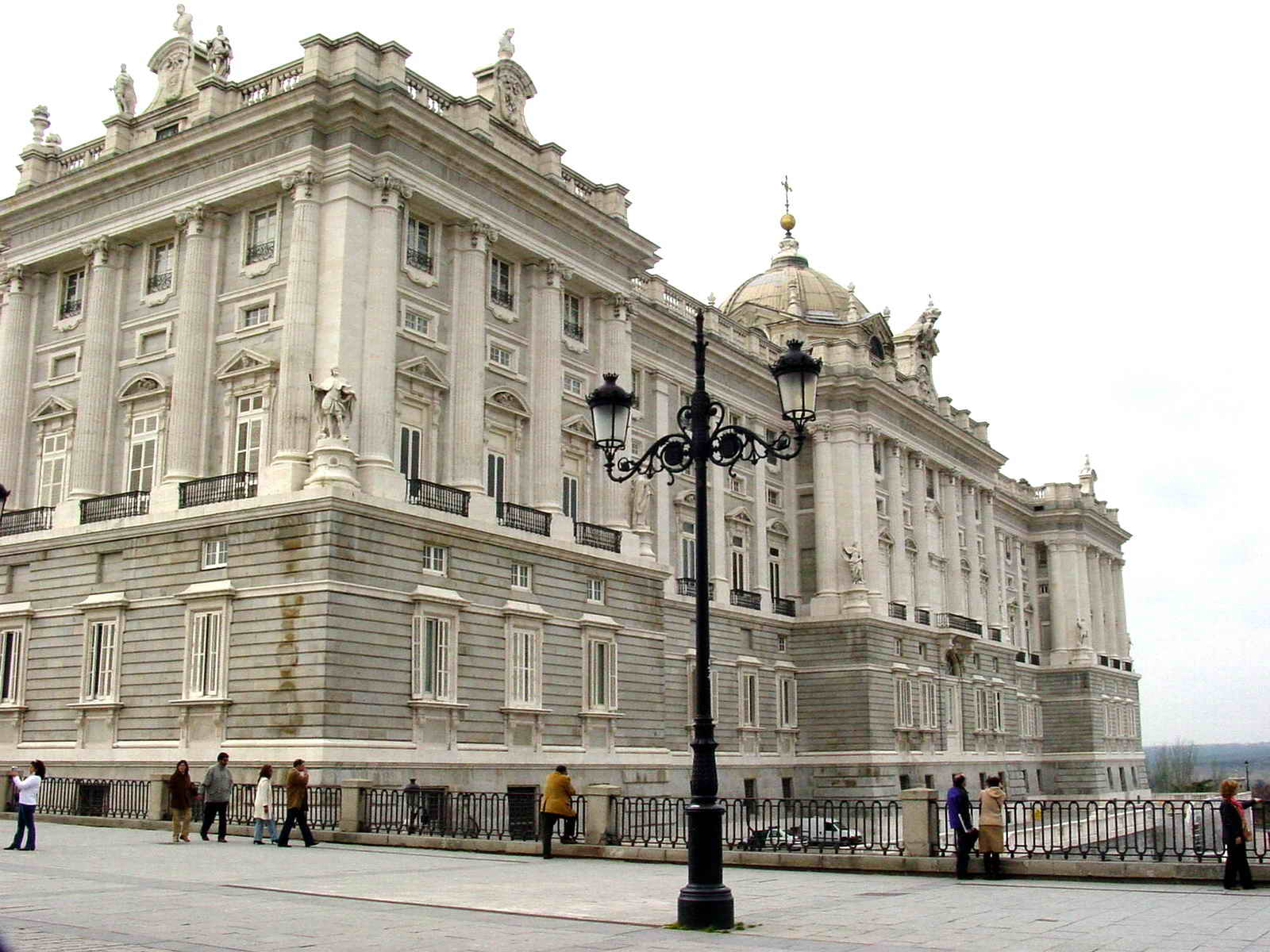
Vue du palais royal de Madrid.

Le palais royal de Madrid (Palacio Real de Madrid) est la résidence officielle du roi d'Espagne. Les rois actuels n'y résident pas, demeurant plutôt au palais de la Zarzuela. Le palais royal est utilisé pour des fonctions protocolaires.
Avec une superficie de 135 000 m2 et 3 418 pièces (en surface, presque deux fois plus que le palais de Buckingham ou le château de Versailles), c'est l'un des plus grands palais royaux d'Europe occidentale et du monde. Il abrite un patrimoine historique et artistique précieux, mettant en lumière l'ensemble des instruments de musique connus sous le nom des Stradivarius palatins, et des collections les plus importantes d'autres disciplines telles que la peinture, la sculpture et la tapisserie d'ameublement. Les grands salons de réception et les collections artistiques sont ouvertes aux visiteurs tant qu'il n'y a pas d'actes officiels.
Il est également connu sous le nom de palais d'Orient (Palacio de Oriente), bien qu'il soit situé dans la partie la plus occidentale de Madrid, en raison de son emplacement sur la place de l'Orient (Plaza de Oriente) elle-même étant situé à l'est du palais. Le Théâtre royal se situe dans un axe direct avec le palais.
Le palais fut construit par ordre du roi Philippe V, sur le site laissé par l'Alcázar royal, détruit presque entièrement par le feu en 1734. Les fondations de l'ancienne forteresse et certaines de ses structures furent utilisées pour la construction du nouveau palais. L'épisode de l'incendie a servi à justifier le remplacement de l'ancien bâtiment par un palais selon le goût de l'époque. Sa construction commença en 1738, avec l'architecte Filippo Juvarra, qui proposait un plus grand palais, dans un lieu différent. Juvarra mourant, le projet fut confié à son disciple Juan Bautista Sacchetti, tenu d'adapter les plans de Juvarra au site de l'ancien Alcázar. D'autres architectes espagnols distingués participèrent et furent formés, tels que Ventura Rodríguez qui configura la Chapelle Royale. Francesco Sabatini fut responsable de l'achèvement du bâtiment, ainsi que des travaux secondaires de réforme, d'expansion et de décoration. Charles III fut le premier monarque à habiter le palais sans interruption.
Le dernier monarque qui vécut dans le palais fut Alphonse XIII, bien que Manuel Azaña, président de la Seconde République espagnole, y vécut également, occupant les pièces qu'avaient occupé la reine Marie-Christine et étant, par conséquent, le dernier chef d'État à le faire. Pendant cette période, il fut connu comme le palais national (Palacio Nacional). Il y a toujours une pièce, à côté de la chapelle royale, connue comme étant le « bureau d'Azaña ».
L'intérieur du palais se distingue par sa richesse artistique, tant en ce qui concerne l'utilisation de toutes sortes de matériaux de qualité dans sa construction comme la décoration de ses pièces avec des illustrations de toutes sortes, y compris des peintures d'artistes de l'importance du Caravage, Velázquez, Francisco de Goya et des fresques de Corrado Giaquinto, Giovanni Battista Tiepolo et Anton Raphael Mengs. D'autres collections remarquables sont conservées dans le bâtiment : celles de l'Armurerie royale, de la porcelaine, de l'horlogerie, du mobilier et de l'argenterie.
Actuellement, Patrimonio Nacional, organisme autonome placé sous la tutelle du ministère de la Présidence espagnole, gère les biens publics placés au service de la Couronne d'Espagne, y compris le palais royal.
En 2016, le palais royal a accueilli plus de 1,4 million de visiteurs, soit le septième monument le plus visité d'Espagne.

## Histoire du bâtiment
Le bâtiment précédant le palais d'Orient était l'Alcázar royal, une forteresse construite sur le même site où se dresse aujourd'hui la construction baroque. Sa structure avait été soumise à plusieurs réaménagements, en particulier la façade, comme le roi Henri III de Castille en avait fait l'une de ses résidences les plus fréquentées, conférant au site l'adjectif de « royal ». Son fils Jean II construisit la chapelle royale et plusieurs dépendances. Pendant la guerre de Succession castillane (1476), les troupes de Jeanne La Beltraneja furent assiégées dans la forteresse, ce qui causa quelques dommages au vieux château.
Charles Quint commença des réaménagements dans l'Alcazar, utilisant déjà une architecture de la Renaissance. Philippe II en promut les œuvres majeures en recrutant des artistes d'Italie, de France et des Pays-Bas. C'est alors que furent construites la dite Torre Dorada (Tour d'Or) et la Real Armería (l'Armurerie royale), démolies en 1894. Philippe III, Philippe IV et Charles II poursuivirent ce projet.
Lorsque Philippe V accéda au trône en 1700, il considérait que l'ancienne forteresse était trop austère et dépassée, et il entreprit de nouveaux réaménagements. La reine Marie-Louise-Gabrielle de Savoie et la princesse des Ursins décorèrent les salons au goût français. L'incendie partiel de l'Alcázar la veille de Noël de 1734 fut une bonne excuse pour le démolir presque complètement (à l'exception d'une partie des fondations et de certaines structures) et construire un nouveau palais plus en accord avec le temps et la nouvelle dynastie.
La construction du nouveau palais commença en 1738. Pour éviter de futurs incendies, le nouveau palais serait entièrement construit en pierre, avec des toits voûtés, limitant l'utilisation du bois uniquement à la menuiserie et aux structures du toit.

### Le palais baroque
L'architecte Filippo Juvarra, l'un des plus remarquables de son temps, fut chargé de diriger le travail du nouveau palais.
L'Italien avait conçu un projet monumental de dimensions énormes, inspiré des projets du Bernin pour le Palais du Louvre ; le plan de Juvarra ne se concrétisa pas en raison de sa mort subite. Juan Bautista Sachetti, disciple de Juvarra, fut choisi pour continuer le travail de son maître : élever une structure carrée, centrée par une grande cour carrée et aussi la résolution de différents angles avec des corps en saillie, structure qui rappelle l'ancien Alcázar comme forme traditionnelle des palais espagnols.
Les travaux se conclurent sous le règne de Ferdinand VI. Le programme sculptural de la façade, conçu par Martìno Sarmiento en tête ainsi que par de nombreux sculpteurs, se trouvait au couronnement de la balustrade supérieure avec des statues de tous les rois d'Espagne depuis l'époque des Wisigoths et l'installation de quatre empereurs romains flanquant le portail principal. Le programme de Sarmiento, qui compara le palais à une effigie de l' « Armada d'Espagne » et à un nouveau Temple de Salomon, était adapté à la volée, étant donné la complexité et le grand nombre de sculptures nécessaire.
Felipe de Castro et Juan Domingo Olivieri furent chargés, à partir de 1749, d'exécuter la décoration sculpturale du Palais, selon le programme fourni par Sarmiento. Pour la série des quatre-vingt-quatre rois d'Espagne, destiné à couronner la balustrade, Olivieri et Castro invitèrent un grand nombre de sculpteurs qui travaillaient sous leur direction, y compris Luis Salvador Carmona, Felipe del Corral, Juan de Villanueva Barbales, Alejandro Carnicero, Roberto Michel, Juan Porcel et Juan Pascual de Mena. Pour réduire les coûts, le calcaire de Colmenar fut utilisé à la place du marbre et les statues ont été faites en deux morceaux. Sur la façade principale et sur le balcon furent installées les statues de Philippe V et de sa femme, Marie-Louise de Savoie, qui avait commencé la construction du palais, et Ferdinand VI et Marie-Barbara de Portugal, qui l'avait terminé, dont l'exécution avait été réservée à Olivieri et Castro, correspondant aux effigies des monarques régnants de Castro.
Un deuxième ensemble était situé au niveau de l'étage principal, dans lequel Filippo Juvarra avait déjà inclus quatorze piédestaux. Dans le cadre du projet de Sarmiento, furent inclus les rois représentatifs des royaumes de la nation espagnole, dont le Portugal et l'Amérique, représentés par Moctezuma et Atahualpa, auxquels furent ajoutés les saints patrons de l'Espagne et de la Castille, saint Jacques et saint Émilien. La série fut également attribuée à Olivieri et Castro dans la même année 1749 et démantelée avec le reste en 1760, bien que certaines des statues furent ensuite réinstallées à leur place d'origine.
Quatre statues colossales d'empereurs romains furent projetées sur le fronton du triple portail du midi, dont l'exécution fut personnellement commandée par Olivieri et Castro: Arcadius et Trajan, faite par Castro, et Théodose et Honorius, sculpté par Olivieri.
Sur le balcon principal, un relief de l' « España Armígera » fut représenté, avec les armes de l'Espagne en tant que matrone armée et Pluton avec la corne d'abondance, exécutée en marbre par Olivieri, qui a également fourni le modèle pour le relief de l'attique de la façade principale.
À la mort de son frère à Madrid, Charles III quitta le royaume de Naples et s'installa à Madrid en tant que nouveau roi d'Espagne. La mode, qui en Italie s'orientait vers le nouveau classicisme, influença le roi qui décida d'enlever en 1760 toutes les sculptures de la corniche, qui furent conservées jusqu'en 1787 et commencèrent à être distribuées dans différents jardins et parcs espagnols. Le grand ensemble, conçu pour être vu de loin et une fois critiqué, présentait un air baroque "berniné" avec la variété des postures et des vêtements. Quelques années plus tard, le roi commanda une extension du bâtiment à son architecte Francesco Sabatini, qui avait déjà dirigé les décorations des salles du palais. Seul le corps connu comme l'Ala de San Gil, dans le coin sud-est, fut réalisée à partir de cette extension.
À la mort de son père, Charles IV, déplaça le Grand Escalier de place à l'opposé symétrique, afin de ne pas avoir à déplacer ses appartements princiers.
Ferdinand VII, qui avait été emprisonné en France pendant plusieurs années au château de Valençay, commença un nouveau remodelage de la décoration du palais au début du XIXe siècle. Le but de ce réaménagement était de convertir l'ancien bâtiment de style italien en un palais moderne à la française. Selon les mauvaises langues, ce changement décoratif conduisit à la fondation de l'actuel musée du Prado : le roi voulait décorer ses appartements avec des tentures de soie à la mode française et se détachait de nombreux tableaux anciens, qui étaient stockés. Ce serait sa femme Isabelle de Bragance qui promut la compilation de nombreux tableaux pour le futur musée.
Plus tard, le petit-fils de Ferdinand VII, Alphonse XII, suivant la tradition de s'accommoder au goût dominant essaya de transformer le palais en une résidence de style victorien. Les travaux furent dirigés par l'architecte José Segundo de Lema et consistaient en la transformation de plusieurs pièces, le remplacement des sols en marbre par du parquet et l'ajout de meubles d'époque.
Les restaurations réalisées durant la seconde moitié du XXe siècle durent réparer les dégâts causés pendant la guerre civile espagnole, installer ou réinstaller de nouveaux décors et remplacer les stencils des murs endommagés par des reproductions fidèles à l'original.

## Description

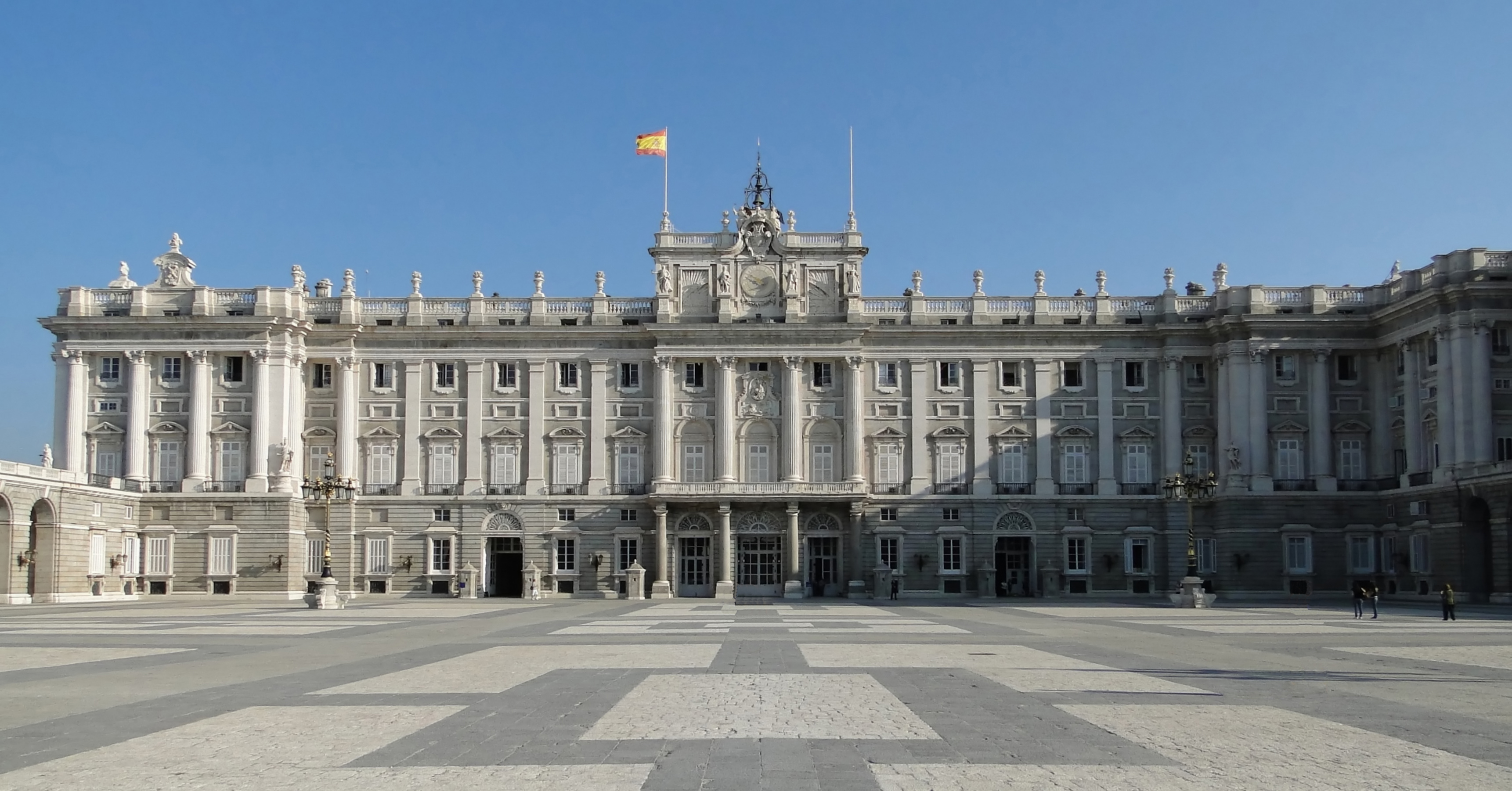
Cour du palais royal de Madrid.

De plan carré, le palais s'organise autour d'une vaste cour et est bâti en granit, en pierre blanche de Colmenar et en marbre (reliefs et détails). L'élévation de la façade sur cour s'organise sur trois niveaux : un niveau inférieur avec un appareil en bossage, et deux niveaux de fenêtres, reliés par un ordre ionique colossal. Une large corniche surmontée sur balustrade marque la partie supérieure. La façade sur jardin comporte en outre un soubassement marqué de fenêtres.
Le palais est l'un des plus grands de toute l'Europe occidentale après celui du Louvre, occupant une surface de 135 000 m2 et comptant plus de 2 800 pièces dont 50 ouvertes au public. Il a trois étages et trois entresols, sous le plafond de chacun des étages principaux. Les façades mesurent 130 mètres de côté pour 33 mètres de haut. Il y a 870 fenêtres et 240 balcons qui s'ouvrent sur les façades ou sur le patio. Il compte 44 escaliers et plus de 30 salons (salones) principaux.
Les statues des rois wisigoths qui ornent la place de l'Orient, prévues pour orner la corniche supérieure du palais, se révélèrent trop lourdes, menaçant de chuter. Elles furent donc déplaçées, avec un piédestal confectionné spécialement pour les dresser à l'emplacement actuel.
Les éléments les plus significatifs du palais sont :
- la salle du Trône (Salón del Trono), appelée aussi salon du baise-main (Salón del Besamanos) car c'est ici que se déroulaient les cérémonies d'allégeance au roi[2] ;
- la cour et la porte du Prince (Puerta del Príncipe) ;
- le quartier de Charles III (Carlos III) ;
- la salle des Miroirs (Salón de los Espejos) ;
- la salle des Colonnes (Salón de las Columnas) ;
- la salle des Hallebardiers (Alabarderos) ;
- la salle des Porcelaines (Saleta de Porcelana) ;
- la chapelle royale (Capilla Real) ;
- l'armurerie royale (Real Armería).

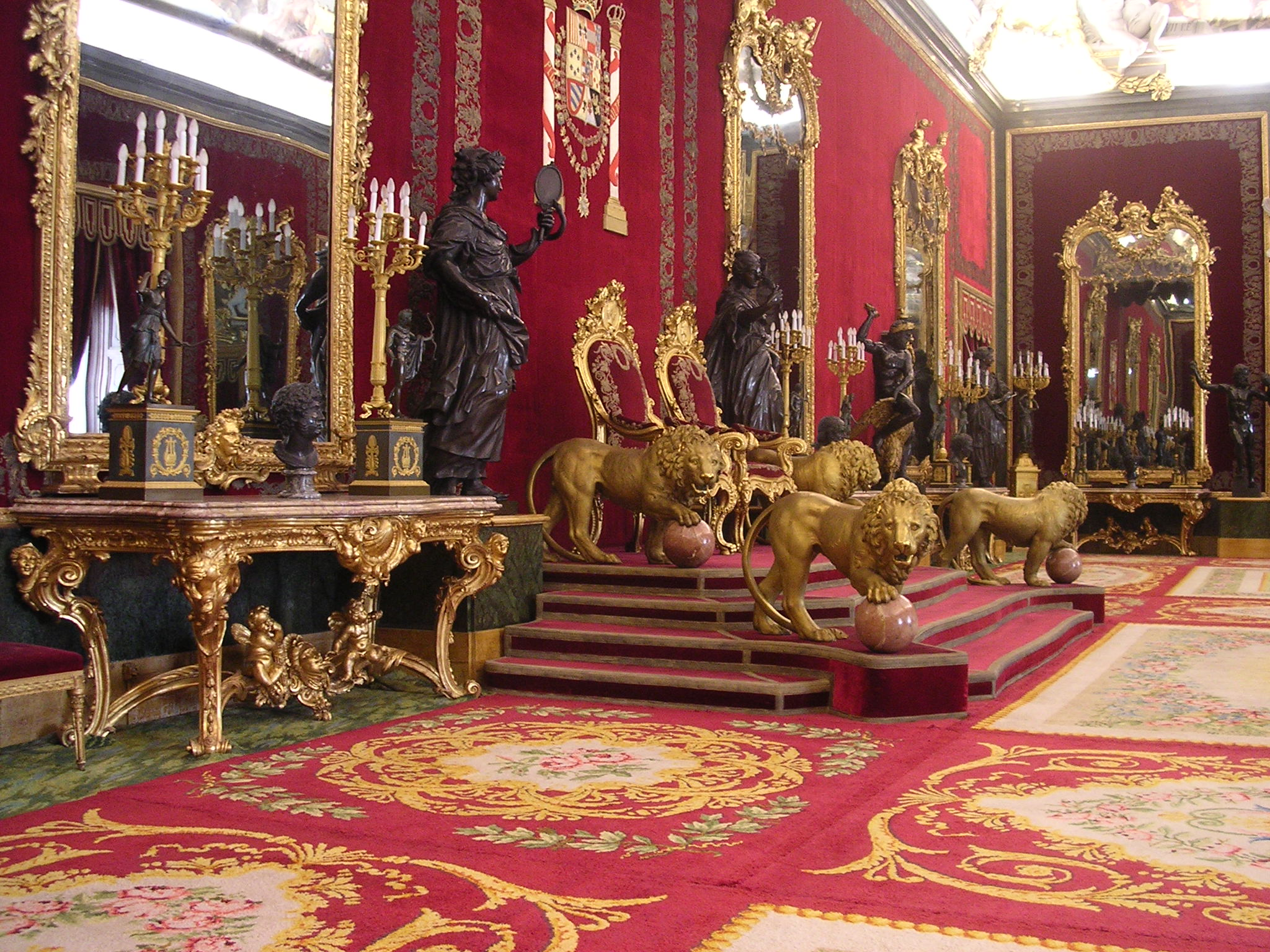
Salle du Trône aux murs recouverts de velours de Gênes cramoisi[3] et au trône symbolique protégé par 4 lions dorés.
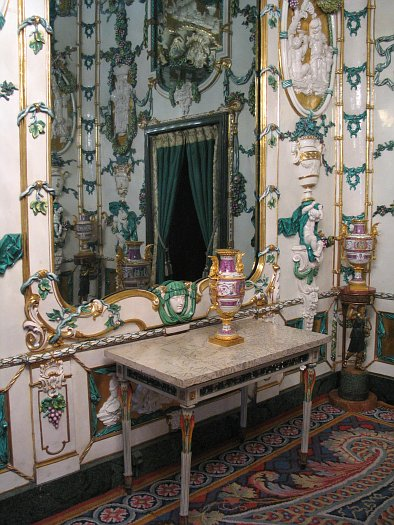
Salle des porcelaines aux murs et plafond entièrement recouverts de porcelaine de la manufacture de Buen Retiro.
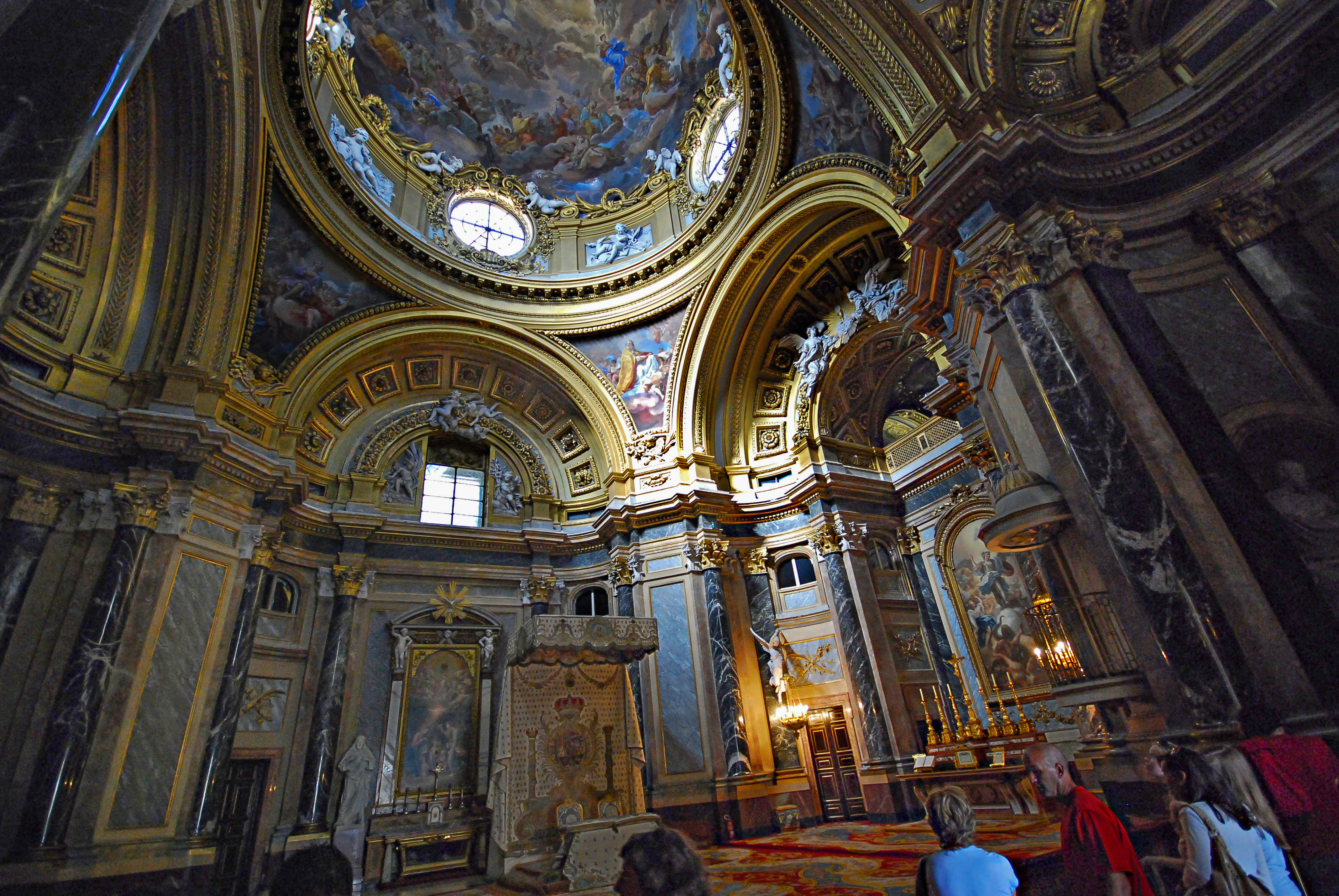
Le dôme et les 16 colonnes de marbre noir de la chapelle royale.

## Œuvres d'art
Diverses collections royales de grande importance historique sont aussi conservées au palais, y compris l'Armurerie royale (Real Armería) avec des armes et des armures datant du XIIIe siècle, la plus grande collection mondiale de Stradivarius, et des collections de tapis, porcelaine, mobilier, et autres œuvres d'art de grande importance historique.
À partir de 1636, le peintre anversois Frans Snijders, produisit de nombreuses scènes de chasse pour Philippe IV, destinées à son pavillon de chasse la Torre de la Parada et pour le palais royal de Madrid

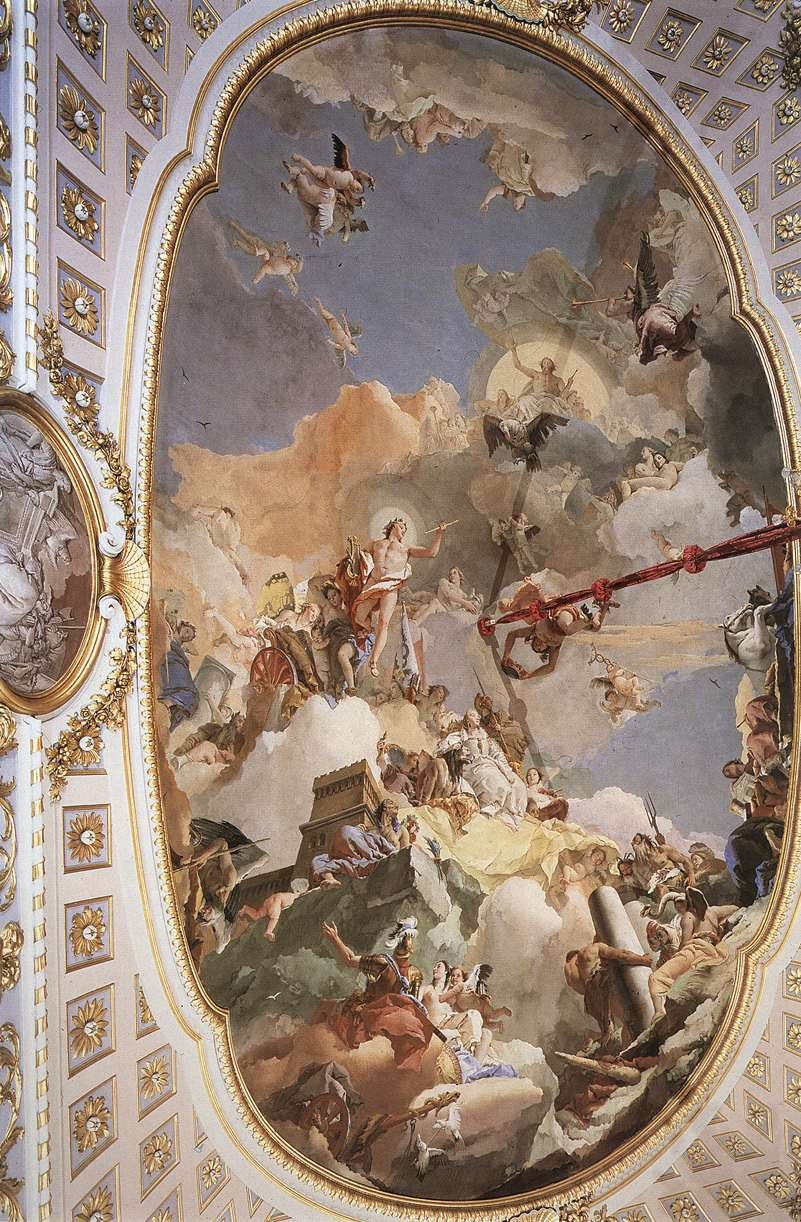
La Grandeur et le Pouvoir de la monarchie espagnole
plafond de la salle du trône
Giambattista Tiepolo, 1764

Le palais est richement décoré par des artistes comme Goya, Velázquez, El Greco, Pierre Paul Rubens, Mengs et Le Caravage.
L'italien Corrado Giaquinto, appelé à la cour d'Espagne en 1753, devient le Premier Peintre de la Chambre du roi Ferdinand VI d'Espagne. Il achève de nombreux ensembles de fresques, parmi lesquelles la décoration de la Chapelle royale, de l'escalier d'honneur et de quelques salles du Palais.
Tiepolo réalise en 1764 La Grandeur et le Pouvoir de la monarchie espagnole, pour le plafond de la salle du trône des appartements de Charles III. Deux esquisses pour cette fresque sont conservées dans des musées : l'Apothéose de la monarchie espagnole au Metropolitan Museum of Art de New York et Richesse et bienfaits de la monarchie espagnole sous Charles III, à la National Gallery of Art de Washington.
Francisco Bayeu a réalisé en 1768-69 L'Apothéose d'Hercule à l'Olympe pour un plafond, deux esquisses La Capitulation de Grenade (vers 1763) pour la fresque de la salle à manger et L'Olympe : Bataille des géants (1764) pour le plafond de l'antichambre des princes des Asturies. Elles sont aujourd'hui conservées au Musée du Prado à Madrid. En 1786 il réalise pour des plafonds, l'Allégorie de la vertu et de l'honneur et  Apollon protégeant les sciences et les arts.
Autres études préparatoires
Le Philadelphia Museum of Art conserve pour sa part un croquis pour le plafond du Salón de Alabarderos Vénus et Vulcain et le Metropolitan a également plusieurs projets de plafond dont Le Chariot d'Aurore.
Pour une peinture de plafond du hall de la garde royale L'Apothéose d'Énée (1764-1766), le Musée des Beaux-Arts de Boston possède un croquis préparatoire, et le Metropolitan conserve la toile Neptune et les vents.
Le Museu Nacional de Arte Antiga de Lisbonne conserve une Déposition du Christ, modèle pour la Passion du Christ.

## Jardins
Deux jardins adjacents forment un ensemble avec le palais, le Campo del Moro, situé à l'ouest, entre le palais et le Manzanares et les jardins de Sabatini (es) au nord.

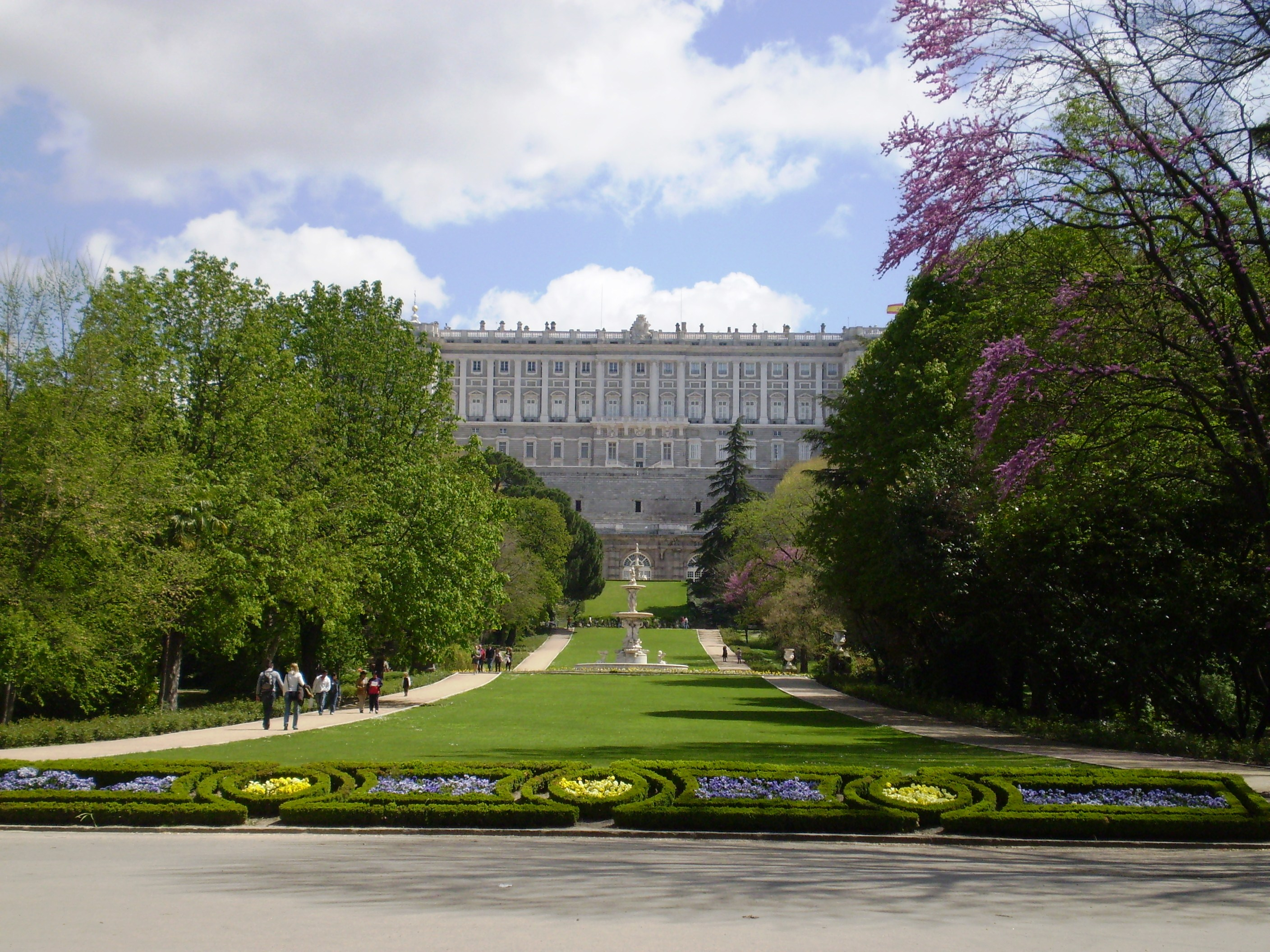
Vue du palais depuis le Campo del Moro.
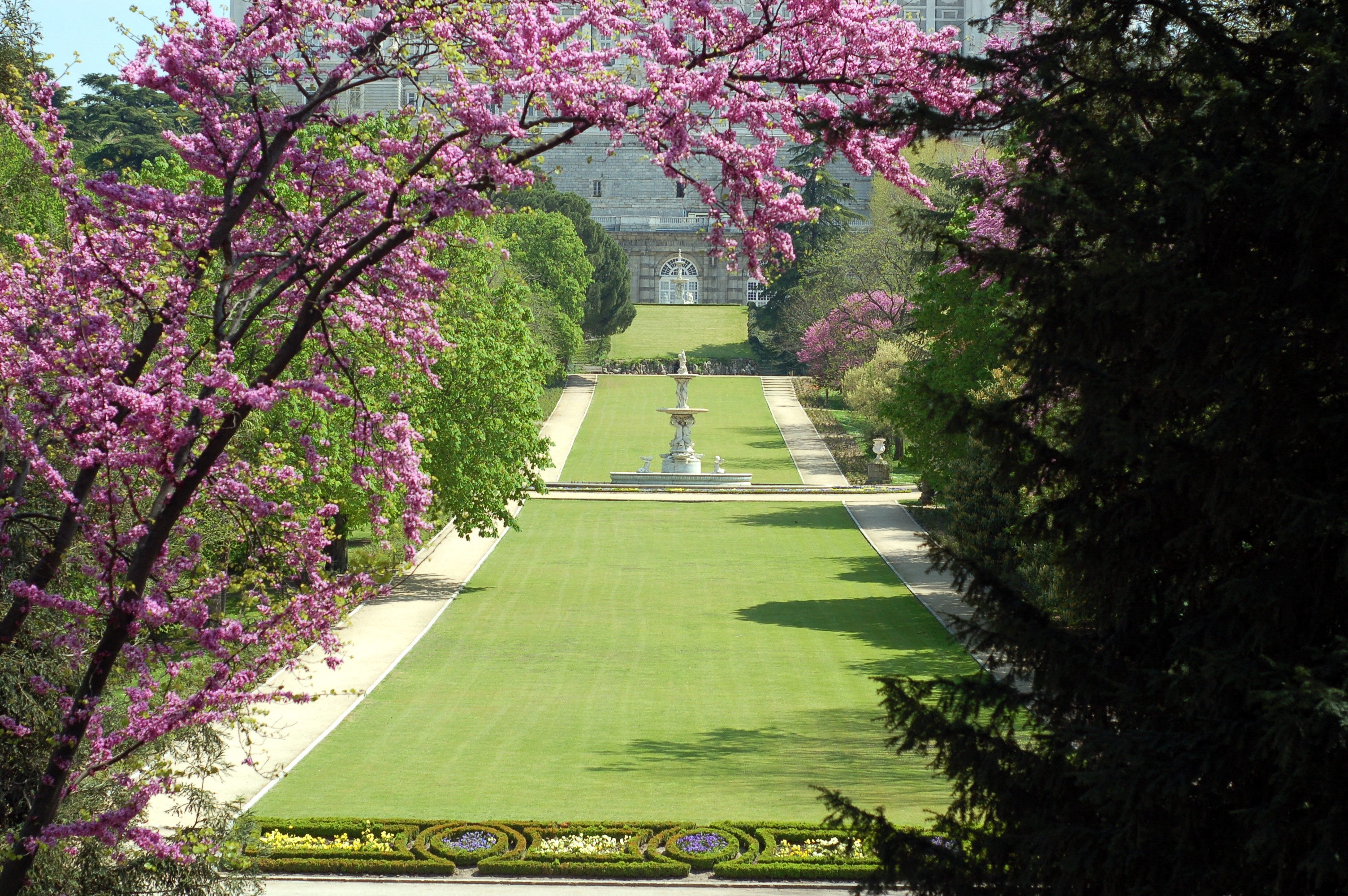
Campo del Moro.
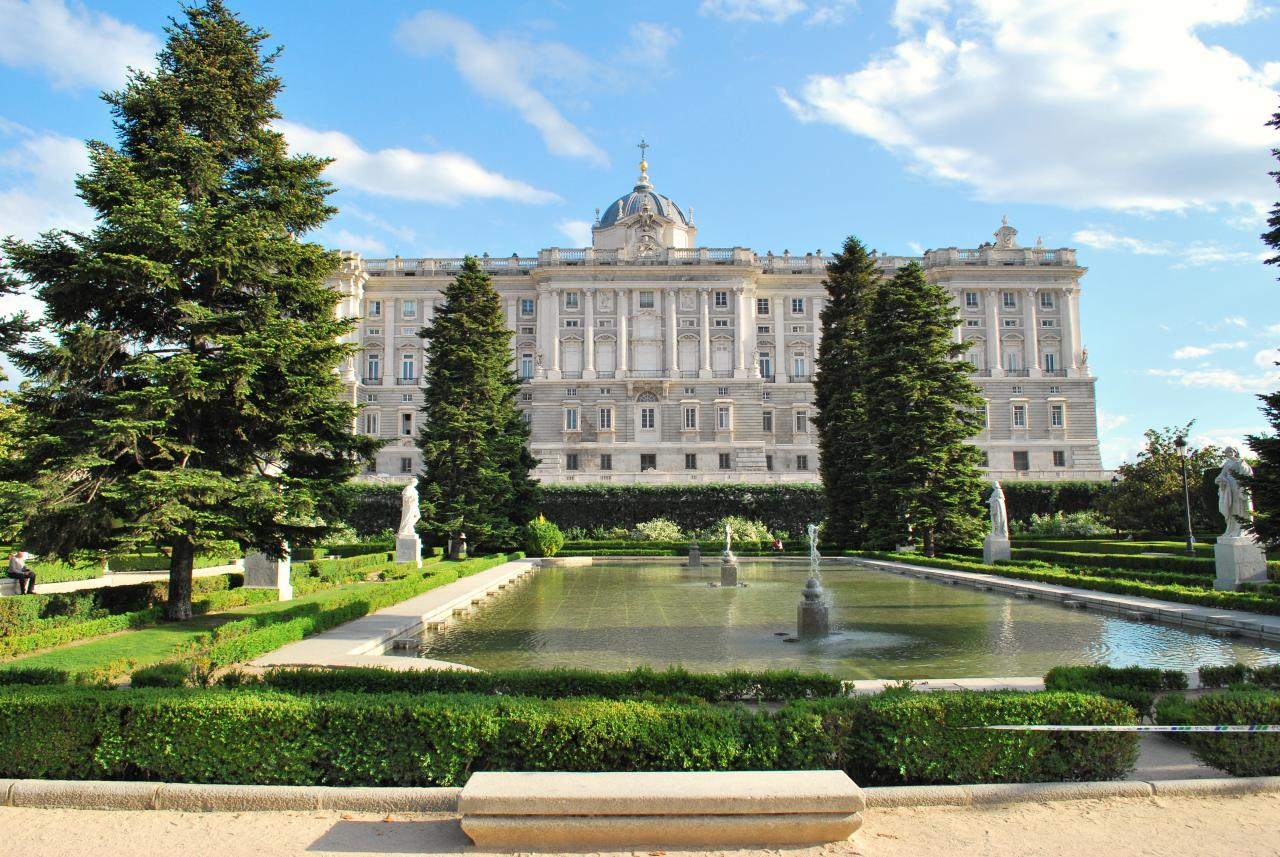
Jardins de Sabatini.

## Abords
Le palais est bordé à l'est par la place de l'Orient, dont il est séparé par la rue de Bailén. Au sud enfin, une immense place, dite de l'Armurerie (es), est entourée par les ailes du palais. Au sud de cette place se trouve la cathédrale de l'Almudena.